# 八十絃
八十絃（はちじゅうげん）は、宮城道雄が考案した80本の弦を持つ大型の箏である。1929年に開発された。
13本の弦を持つ通常の箏、あるいは同じく宮城道雄の考案による低音の拡張された十七絃に比べ、はるかに幅広い音量と音高を発することができる。その大きさと形状は、グランドピアノの本体部分を思わせるものである（2016年現在、宮城道雄記念館に展示されており見学可能。なお、一般的なピアノの弦は88本）。
なおかつピアノには不可能な、箏の伝統的奏法（揺り、突きなど）による音色の変化や、柱の移動による調弦そのものの変更も可能であり、洋の東西を問わず幅広い音楽を演奏する、という意図に基づいて製作された。ただ一度だけ行われた1929（昭和4）年11月の公開演奏（宮城本人による）では、音量が足りないために、当時は一般に入手できずアメリカから取り寄せたマイクロフォンと拡声器による音量の増幅も試みられた。その時に演奏された曲はバッハの「プレリュード」と宮城作曲の「今日のよろこび」（本来は箏と十七絃の合奏曲だが、八十絃の独奏用に編曲）であった。
しかし当時の邦楽・洋楽双方の関係者や聴衆の無理解と酷評に遭い、また演奏自体が非常に難しく高度な技術を求められたため、ほとんど日の目を見ることなく姿を消し、太平洋戦争で焼失した。現在は復元された楽器が存在するが、実際に演奏される場面はほとんど無い。
近年において開発された箏は、先に挙げた宮城道雄の十七絃箏が既に一般化されており、ほかにも二十絃箏、二十五絃箏、三十絃箏、三十二絃箏などがある。
新・クイズ日本人の質問の中で、「宮城道雄の考案したとんでもない琴とは?」というクイズが出され、この琴が紹介されたこともある。